# Yungasia bidentata
Yungasia bidentata är en insektsart som beskrevs av Keti Maria Rocha Zanol 1989. Yungasia bidentata ingår i släktet Yungasia och familjen dvärgstritar. Inga underarter finns listade i Catalogue of Life.